# Bettina di Giovanni d'Andrea da Calderino
Bettina di Giovanni d'Andrea da Calderino (zm. 1365) – włoska prawniczka.
Była córką Giovanniego d'Andrea, profesora prawa kanonicznego na Uniwersytecie Bolońskim i siostrą Novelli d'Andrea. Poślubiła Giovanniego Sangiorgi. Wykładała prawo i filozofię na Uniwersytecie Padewskim.